# Alaska Native Language Center

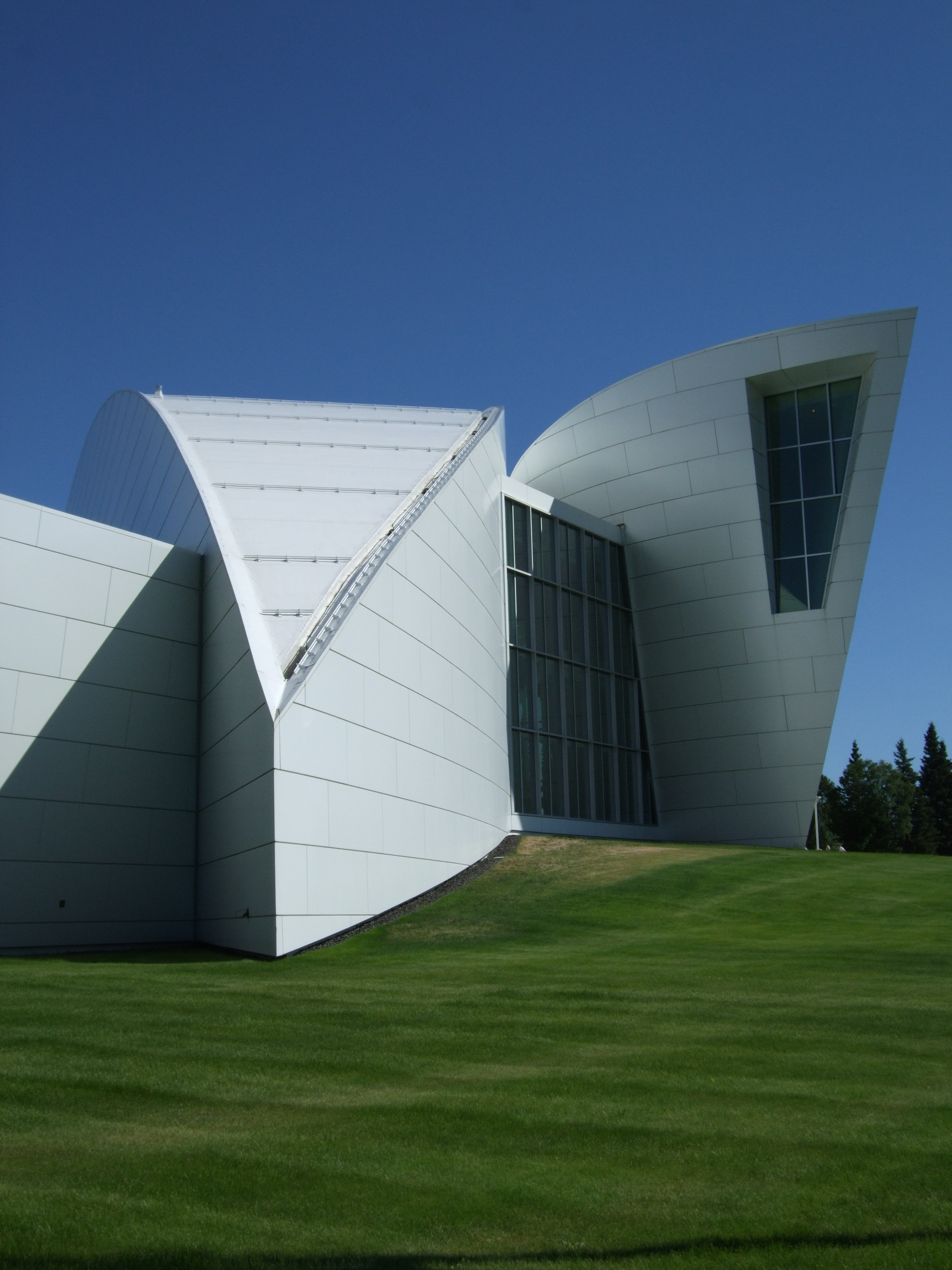
Museum of the North, UAF, campus de Fairbanks

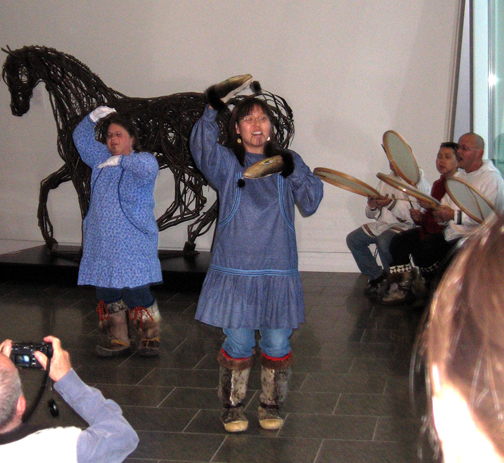
Dansaires yupik a la Universitat d'Alaska Fairbansk

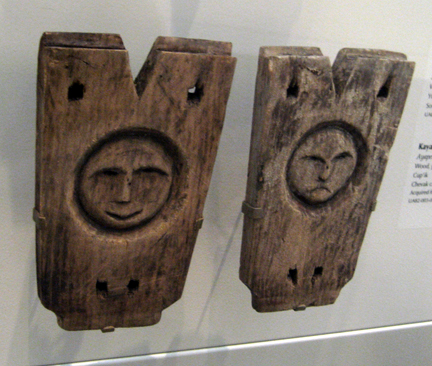
Estris de la neu dels nunivak (Ayaperviik).

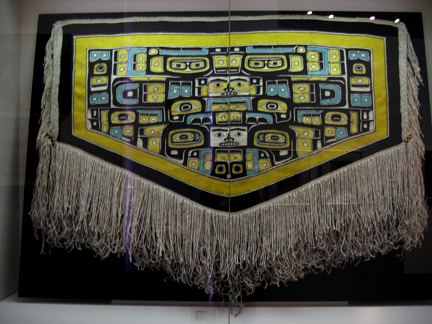
Llençol chilkat al Museu de la Universitat d'Alaska

L'Alaska Native Language Center (ANLC), establert el 1972 a Fairbanks, Alaska, és un centre de recerca centrat en la investigació i documentació de les llengües nadiues d'Alaska. Publica gramàtiques, diccionaris, col·leccions de folklore i materials d'investigació, així com d'allotjament d'un extens arxiu de material escrit en relació amb llengües esquimals, atapascanes septentrionals i altres emparentades. El Centre proporciona capacitació, materials i consulta per als docents, investigadors i altres persones que treballen amb llengües nadiues d'Alaska. És estretament vinculada a l'Alaska Native Language Program i ofereix graus en yup'ik central i inupiaq a la Universitat d'Alaska Fairbanks, i treballa cap a la documentació i la preservació d'aquestes llengües.

## Nou mapa lingüístic
En 1974 Michael E. Krauss va publicar un mapa lingüístic d'Alaska, que es va actualitzar el 1982. S'ha mantingut l'estàndard des de llavors. En l'estiu de 2011 l'ANLC va fer una actualització de mapa de Krauss. Una de les raons d'aquesta actualització va ser que alguns dels noms d'aquestes llengües havien canviat amb els anys. Si bé no hi va haver un canvi dramàtic en el mapa actualitzat, la nova edició és totalment digital.

## Arxiu
L'Alaska Native Language Archive (ANLA) de Fairbanks, Alaska, és un extens dipòsit de manuscrits i enregistraments que documenten les llengües nadiues d'Alaska. L'arxiu va ser creat com a part de l'Alaska Native Language Center per una llei estatal de 1972. En 2009 l'arxiu es va separar administrativament i ara existeix com una organització germana de l'Alaska Native Language Center, col·laborant en nombrosos esforços lingüístics a Alaska. L'ANLA és membre de l'Open Language Archives Community i de l'Online Computer Library Center. Des de 2013 rep el nom del lingüista Michael E. Krauss.

## Llengües nadiues d'Alaska
| Llengua                     | Població | Parlants | Percentatge |
| --------------------------- | -------- | -------- | ----------- |
| Ahtna                       | 500      | 80       | 16,00%      |
| Aleut                       | 2.200    | 300      | 13,64%      |
| Alutiiq/Sugpiaq             | 3.000    | 400      | 13,33%      |
| Dena'ina                    | 1.500    | 70       | 5,00%       |
| Deg Xinag                   | 275      | 40       | 14,55%      |
| Eyak                        | 50       | 0        | 0,00%       |
| Gwich'in                    | 1.100    | 300      | 27,27%      |
| Haida                       | 600      | 15       | 2,50%       |
| Hän                         | 50       | 12       | 24,00%      |
| Holikachuk                  | 200      | 12       | 6,00%       |
| Inupiat                     | 13.500   | 3.000    | 22,22%      |
| Koyukon                     | 2.300    | 300      | 13,04%      |
| Tanana                      | 380      | 30       | 7,89%       |
| Tanacross                   | 220      | 65       | 29,55%      |
| Tlingit                     | 10.000   | 500      | 5,00%       |
| Tsimshian                   | 1.300    | 70       | 5,38%       |
| Upper Kuskokwim             | 160      | 40       | 25,00%      |
| Upper Tanana                | 340      | 110      | 32,00%      |
| Yup'ik d'Alaska Central     | 21.000   | 10.000   | 47,62%      |
| Yupik del centre de Sibèria | 1.100    | 1.050    | 95,45%      |

- La informació d'aquesta taula s'obté de l'Alaska Native Languages Center.